# Nikolaj Ogarjov
Nikolaj Platonovitsj Ogarjov of Ogarov (Russisch: Николай Платонович Огарёв) (Sint-Petersburg, 6 december 1813 – Greenwich, 12 juni 1877), was een Russisch schrijver, publicist en politiek activist.

## Leven en werk
In zijn jeugd was Ogarjov politiek actief in de studentenbeweging van de Universiteit van Moskou, waar hij de boezemvriend werd van Alexander Herzen. In 1834 werd hij wegens agitatie verbannen naar Penza. Na zijn terugkeer naar Moskou continueerde hij de vriendschap met Alexander Herzen en leerde hij ook Michael Bakoenin kennen. Met name Herzen zou uiteindelijk zijn levenslange compagnon blijven. Beiden zetten zich intensief in voor de afschaffing van het stelsel van lijfeigenschap. In 1840 zwoeren beide vrienden niet te zullen rusten alvorens Rusland daarvan was bevrijd en vluchtten ze naar Berlijn. In 1846 keerde Ogarjov terug naar Rusland, in 1850 werd hij daar opnieuw gearresteerd, kort daarna weer vrij gelaten, en na wat tussenstops in Duitsland en Frankrijk vestigde hij zich in 1856 in Engeland, waar hij in 1877 overleed te Greenwich.

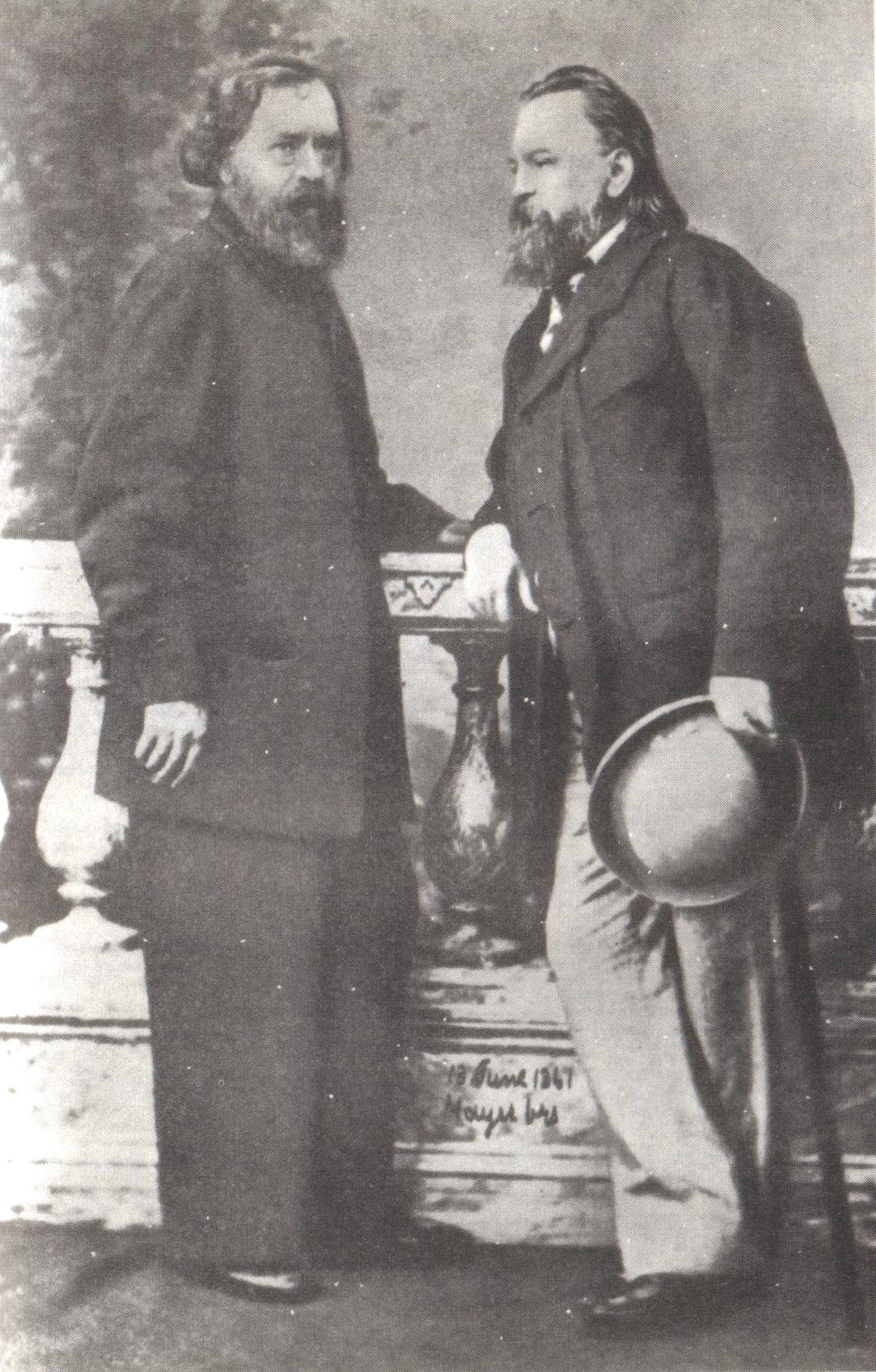
Ogarjov (links) en Herzen, 1861

Hoewel Ogarjov diverse literaire werken naliet (Biecht in verzen, Laatste hoofdstuk) heeft hij zijn hedendaagse bekendheid toch vooral te danken aan zijn verbondenheid met Herzen, met wie hij tussen 1857 en 1867 het anti-tsaristische Russische immigrantentijdschrift De Klok (‘Kolokol’) uitgaf, gericht op opheffing van de lijfeigenschap in Rusland en van de censuur; De Klok werd in die tijd een platform voor eenieder die toen in Rusland niets gepubliceerd kreeg. Ogarjov staat ook te boek als een der eersten die het idee van een ‘Russisch socialisme’ ontwikkelden en in 1865 nam hij bijvoorbeeld deel aan de Eerste Internationale te Genève. Ook nam hij in die tijd deel aan de propaganda-activiteiten van Michail Bakoenin en Sergej Netchajev.

## Over Ogarjov
Het bewogen en avontuurlijke leven van Herzen en Ogarov staat uitgebreid beschreven in E.H. Carrs The Romantic Exiles (1933), alsook in Herzens uitgebreide memoires ”Feiten en herinneringen (1868), in Nederland uitgegeven in de reeks Privé-domein).